# Xocolata
|  | Per a altres significats, vegeu «xocolata (desambiguació)». |

La xocolata o el xocolate és un producte alimentari que s'obté a partir d'una barreja elaborada per pasta de cacau o cacau refinat en pols i sucre polvoritzat. També es pot afegir mantega de cacau i hi és permesa la incorporació d'aromatitzants, com la canyella, vainilla, etc. El conjunt pot prendre un aspecte sòlid, homogeni i compacte, tot això depèn del producte final.
Comercialment, la forma principal és la peça de xocolata, de forma anàloga a la d'una rajola, generalment amb unes ranures que permeten de dividir-la en petits rectangles anomenats preses. Altres formes popularitzades són la xocolata en pols o desfeta i elements de rebosteria, com bombons, pastissos, etc 
Al voltant de tot el món, la xocolata es consumeix de manera molt habitual. El consum més baix d'aquest aliment és de 0,12 kg per persona a l'any a la Xina. No obstant això, el consum més gran és d'11,85 kg a l'any a Irlanda. Els Estats Units se situen en un rang intermedi, amb un consum de 5,18 kg per persona a l'any. Els països desenvolupats representen el 64% del consum mundial. El país productor més gran de grans de cacau del món és Costa d'Ivori, que va produir 1,2 milions de tones de cacau el 2006-2007.

## Etimologia
El mot "xocolata" pot provenir d'una combinació de mots nàhuatls d'ingredients de la xocolata: pótxotl ‘capoc’ i kakáwatl ‘aigua de cacau’, potser potxo-kakáwa-atl ‘beguda de cacau i capoc’, abreujat pels espanyols en cho(ca)cahuatl' i alterada pell nom d'altres begudes mexicanes. Altres hipòtesis apunten a la combinació del mot nàhuatl -atl 'aigua' i xócoc 'amarg' del mexicà formant la paraula xocoatl 'aigua amarga', mot que acaba derivant a chocolate en castellà, i del qual prové el mot Xocolata en català.
- Michael Coe, professor emèrit d'antropologia a Yale, cuidador del Museu Peabody de Yale i coautor del llibre The True History of Chocolate (1996), afirma que la paraula xocolātl "no apareix en cap text o font antiga (prèvia a la conquesta) en llengua nàhuatl, el llenguatge de la cultura asteca". A més, Coe cita el distingit filòleg mexicà Ignacio Dávila Garibi, que proposa que "els espanyols van crear el mot prenent la paraula maia chocol i després reemplaçant el terme maia per aigua haa, amb l'asteca atl".
- Segons el missioner anglès Thomas Gage, que es va referir a la xocolata el 1648,[6] el terme tindria un origen onomatopeic, car xoc imitaria el soroll que produïa la beguda quan es movia en el recipient en què es preparava o batia.[7]

## Història

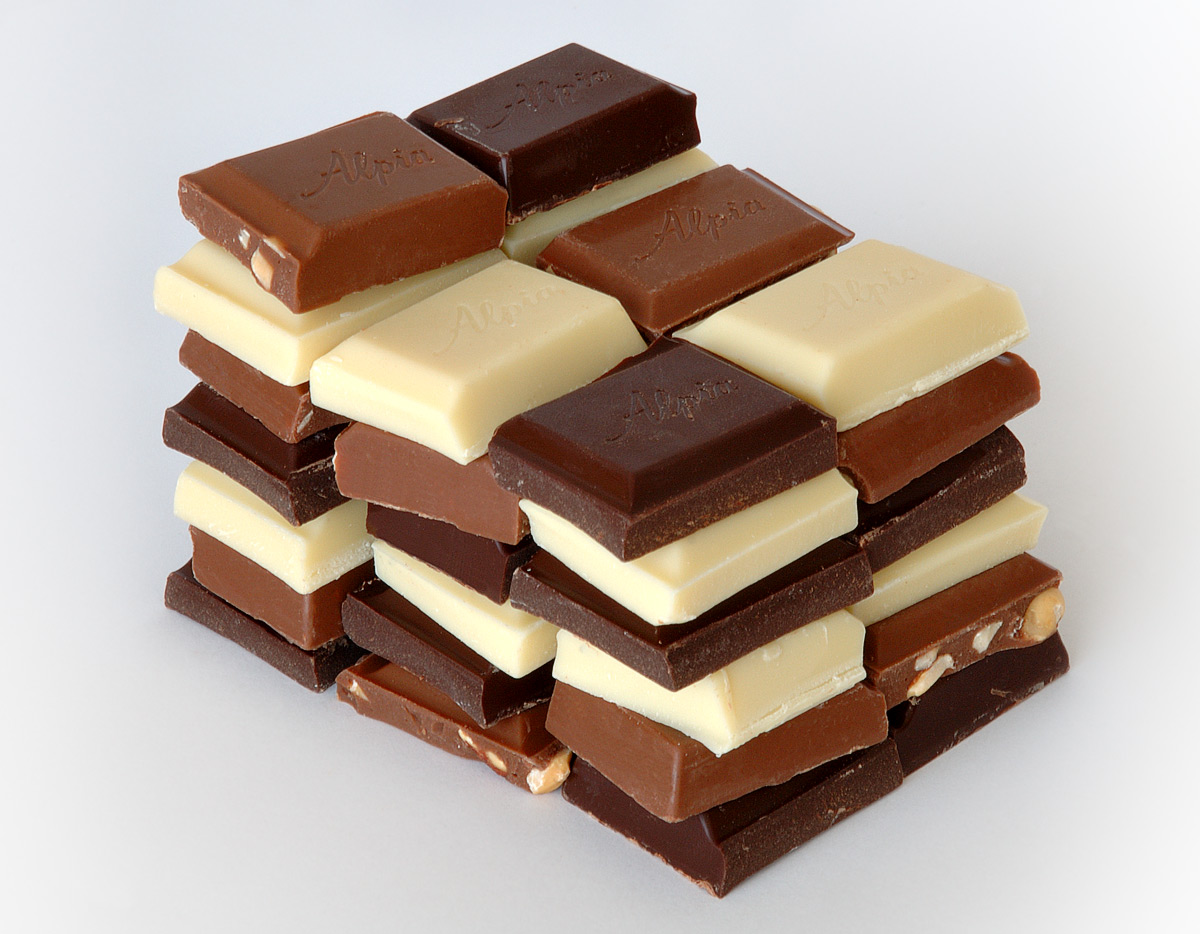
Tipus de xocolata

Els orígens de la xocolata són molt antics, es remunta al poble maia que era probablement el primer a cultivar la planta de cacau, a 400 dC. El consum de cacau llavors era diferent del que és avui: l'assecatge dels grans de cacau es molien i dissolien en aigua amb canyella i pebre afegides per realçar el sabor amarg i fort. La beguda va prendre el nom de xocolata. Es va deduir que la beguda era més apreciada pels seus efectes tonificants i estimulants que pel seu sabor, efectes ben coneguts pels antics.
Quan, l'any 1200 dC, va començar la dominació asteca sobre els maies, la beguda de cacau preparada amb aigua calenta i sovint aromatitzada amb canyella i pebre, serà anomenant "Aliment dels Déus" serà presentat a taula de l'emperador Moctezuma II pels asteques. Els grans de cacau eren considerats tan valuosos que van ser utilitzats com moneda i guardat a caixes fortes juntament amb l'or i pedres precioses.
Cristòfor Colom va ser el primer europeu a conèixer el cacau, el 1502. Va portar algunes llavors a Espanya, on eren vistes només com a curiositats, i va ser necessària una altra introducció el 1528 per Hernán Cortés per establir la planta a .a Península Ibèrica. Al cap de poc temps, els espanyols van descobrir com convertir els grans en una beguda agradable i el 1580 el cacau ja havia aconseguit una gran popularitat entre l'elit espanyola. Les seves plantacions de cacau es van convertir en fonts de considerable riquesa. A mesura que el sucre es va tornar més barat i més disponible al segle xvii, la xocolata es va estendre per Europa, on van sorgir les xocolateries com llocs de trobada.

## Ingredients
Les xocolates són suspensions semisòlides de partícules fines sòlides de sucre i cacau (i llet, segons el tipus), constituint al voltant del 70% en total, en una fase greixosa continuada.
Tradicionalment, la xocolata es compon d'un 50% sucre, principalment en forma de sacarosa, però amb una mica de lactosa, que prové dels components lactis de la xocolata amb llet. A causa de la incapacitat dels diabètics per menjar sucre, inicialment es van desenvolupar altres receptes per incorporar fructosa (una forma diferent de sucre) o edulcorants a granel sense sucre com el sorbitol. Més recentment això ha estat un requisit per a les xocolates baixes en calories, per la qual cosa s'han desenvolupat altres substituts del sucre (poli dextrosa).
La llet també és un component clau en alguns tipus de xocolata, principalment a la xocolata amb llet. A la majoria dels països del món es compra molta més xocolata amb llet, aquesta tendeix a ser més suau que la xocolata amarga i té un sabor i textura més cremosa. La major part de la llet de vaca és aigua, però, això és un problema pel fet que la humitat destrueix les propietats de fluïdesa de la xocolata líquida, de manera que només es poden utilitzar els components anhidres. Normalment, aquestes formes aproximadament el 13,5% de la llet líquida. El component més important constitueix menys del 5% de la llet, és la lactosa. Hi ha gairebé la mateixa quantitat de greix làctia i al voltant del 3,5% de la proteïna i els minerals representen al voltant del 0,7%.

## Elaboració

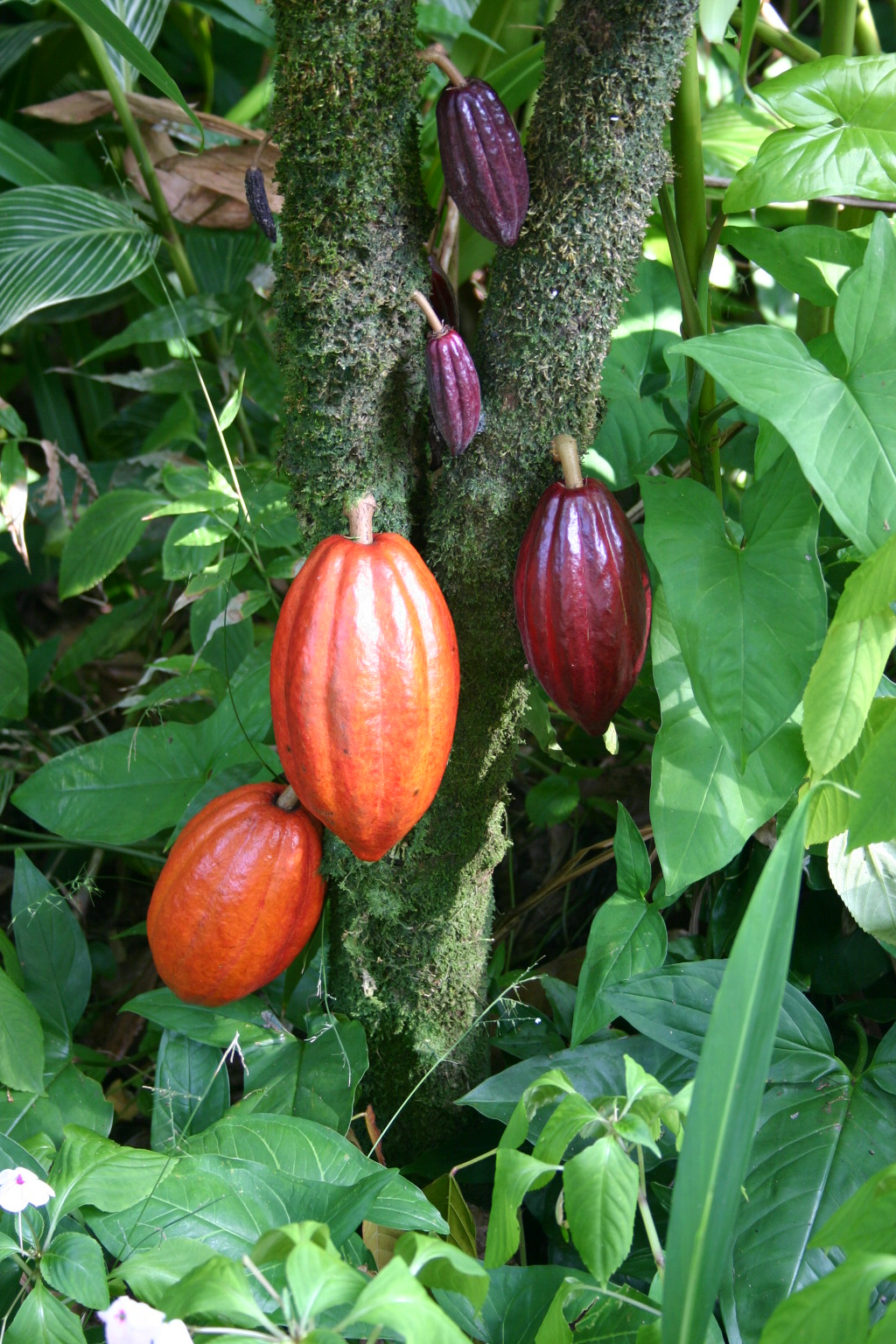
Beines de cacau.

L'elaboració de la xocolata és el conjunt de processos que permeten elaborar xocolata a partir de la fruita de l'arbre del cacau (Theobroma cacao L.).
Principalment, el cacau prové d'arbres situats en regions tropicals de Mesoamèrica, Àfrica Occidental, Sud-est Asiàtic i Amèrica del sud. Depenen de les condicions climàtiques dels cultius, els sabors finals del producte, la composició poden variar. Per exemple, el contingut de mantega de cacau que tenen les granes de cacau, on s'ha vist que a l'equador terrestre solen ser de mida més gran.
La flor del cacau és una inflorescència que sol donar cacau a un ritme de dos a tres cops l'any. Cada beina tarda a madurar entre 5 i 6 mesos. Després d'aquest temps, se sol fer la collita on la més important es fa entre els mesos de maig i desembre. Encara, que en altres zones del món com l'Àfrica Occidental, la recol·lecta es duu a terme entre setembre i febrer.
Un cop recol·lectades les beines, es tallen sense fer malbé les llavors. Aquestes estan compostes principalment per: 32-39% d'aigua, 30-32% de greixos, més conegut com a mantega de cacau, 8-10% de proteïnes. L'altre 19-30% correspon a cel·lulosa, midó, sucres i un 1% en cafeïna.
Aquestes llavors del cacau són posades dins d'unes caixes de fusta ben ventilades durant 6 o 7 dies. Durant aquests dies, les llavors pateixen una fermentació, que és de vital importància per l'elaboració i determinació dels gustos que desenvoluparà posteriorment la xocolata. El que s'aconsegueix amb la fermentació és impossibilitar la germinació d'aquestes llavors i que dins seu es produeixin certs compostos químics, que en part, seran els causants dels aromes i gustos de la xocolata, per exemple, la fructosa, la glucosa, aminoàcids hidrofòbics. Cal destacar que la fermentació és espontània i provocada per microorganismes aeròbics, un gran nombre de fongs i bacteris que es troben en l'ambient i que són particulars de cada zona.
Després de la recol·lecció i fermentació, es duu a terme l'assecatge a les granes de cacau. En aquest procés es redueix la humitat dels grans d'un 40-60% fins a un 6-7% per a un correcte emmagatzematge i transport. Humitats més altes poden resultar en el creixement de floridures. S'utilitzen aparells per a de mesurar la humitat a l'interior dels grans encara que també es realitzen proves manuals com agafar un grapat de grans i fregar-los amb les mans, si es produeix un so sec el cacau està prou sec. Visualment, el gra sec es veu de color cafè cendrós. D'altra banda, si es parteix el gra amb la mà i aquest es trenca fàcilment, es considera que el contingut d'humitat és baix, per contra, si el gra es doblega o se sent amb consistència elàstica encara li falta assecat.
L'assecatge ha de ser controlat per remoure la humitat a un ritme que eviti l'enduriment de la closca, és a dir, quan hi ha un assecatge ràpid de l'exterior del gra, però hi ha una retenció d'humitat dins d'aquest. Principalment, hi ha dos mètodes d'assecatge: estendre els grans al sol en llits elevats o patis, o utilitzar assecadores mecàniques, fins i tot, la combinació de les dues, on es fa un primer assecat al sol i després en assecadores mecàniques. Encara que la primera depèn de les condicions climàtiques i això pot afectar tant la qualitat del producte com el temps d'assecatge.
Un cop assecats els grans, són emmagatzemats i transportats a les factories del cacau on s'obtindrà el producte final.

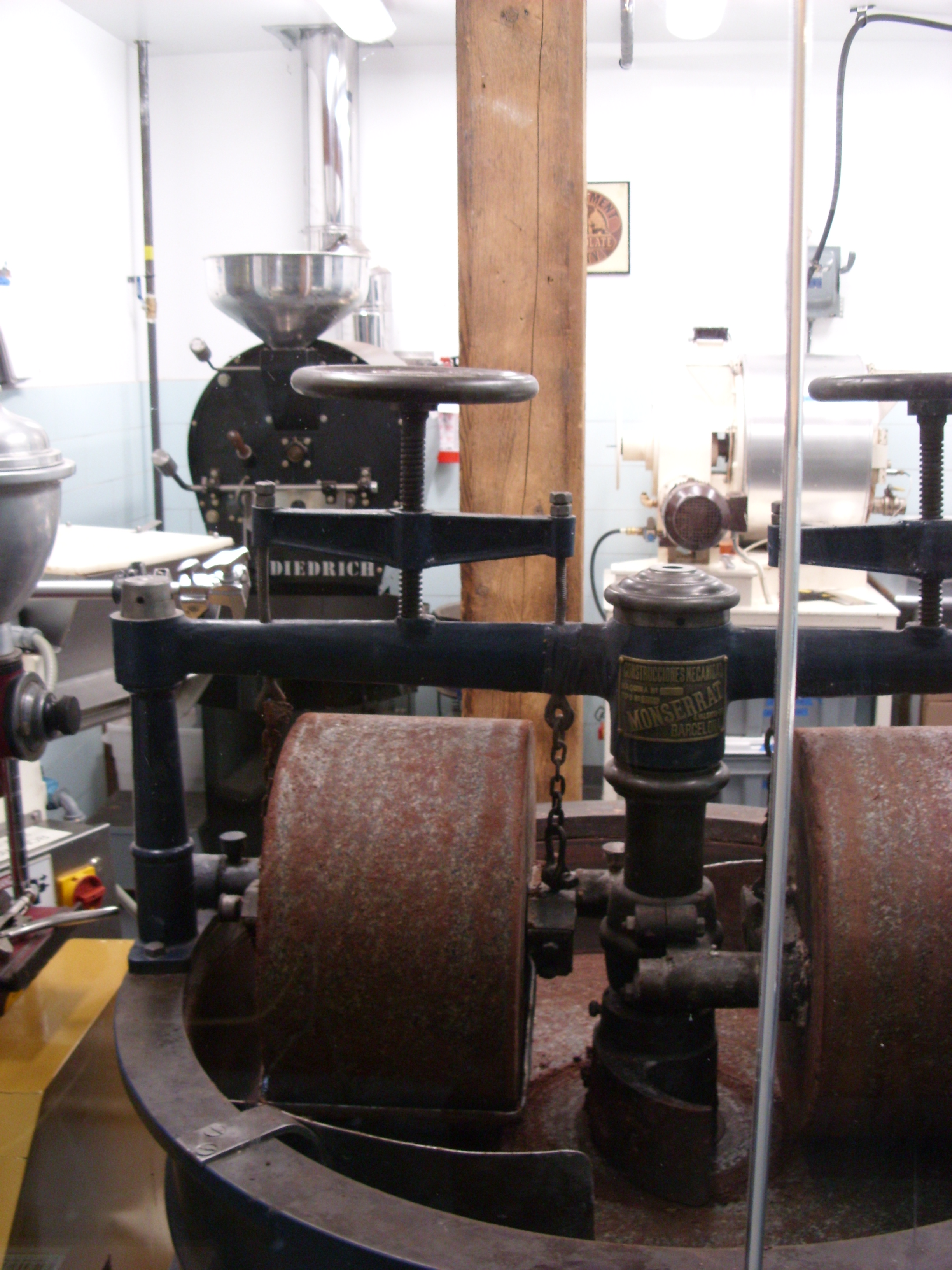
Maquinària que processa les llavors de cacau

Arribades les llavors a les factories, aquestes són rentades per tal d'extreure restes com sorra o matèria orgànica que afectarien a les característiques del producte final. Seguidament, són torrades a una temperatura al voltant de 120-140°C durant 10 o 20 minuts, tot això depèn del tipus de cacau. Un fet molt important és que la mida del cacau és diferent, per tant, es pot obtenir varietat en el grau de torrefacció, per això, normalment s'intenta torrar el gra per mida del gra. Finalment, amb aquesta torrefacció s'aconsegueix despendre els aromes del cacau, eliminar substàncies àcides i amargants com l'àcid acètic i eliminar possibles patògens o microorganismes alteradors.
Després se separa la pell del gra de cacau torrat, es garbella. Molent els grans s'aconsegueix separar la massa del cacau de la mantega, obtenint així licor de cacau. Es diu licor encara que no conté alcohol i s'anomena així, ja que és una massa fluida de mantega de cacau i el cacau convertit en pols.
Seguidament, és premsa aquest licor de cacau per separar la pasta de cacau i la mantega de cacau. La pasta de cacau és un bloc dur i pur de cacau del qual es pot obtenir el cacau en pols i derivats d'aquest. Mentre que la mantega de cacau és el greix natural del cacau necessari per a l’elaboració de diferents tipus de xocolata, i que solidifica a temperatura ambient.
Finalment, depenent de la xocolata que es vulgui, negra, amb llet o blanca, es barrejaran uns certs productes o altres per fer la massa. Per la xocolata negra es barregen diferents pastes de cacau amb mantega i sucre. Per la xocolata amb llet, igual que la xocolata negra però amb llet. Per acabar, la xocolata blanca només es barreja la mantega de cacau amb llet i sucre.

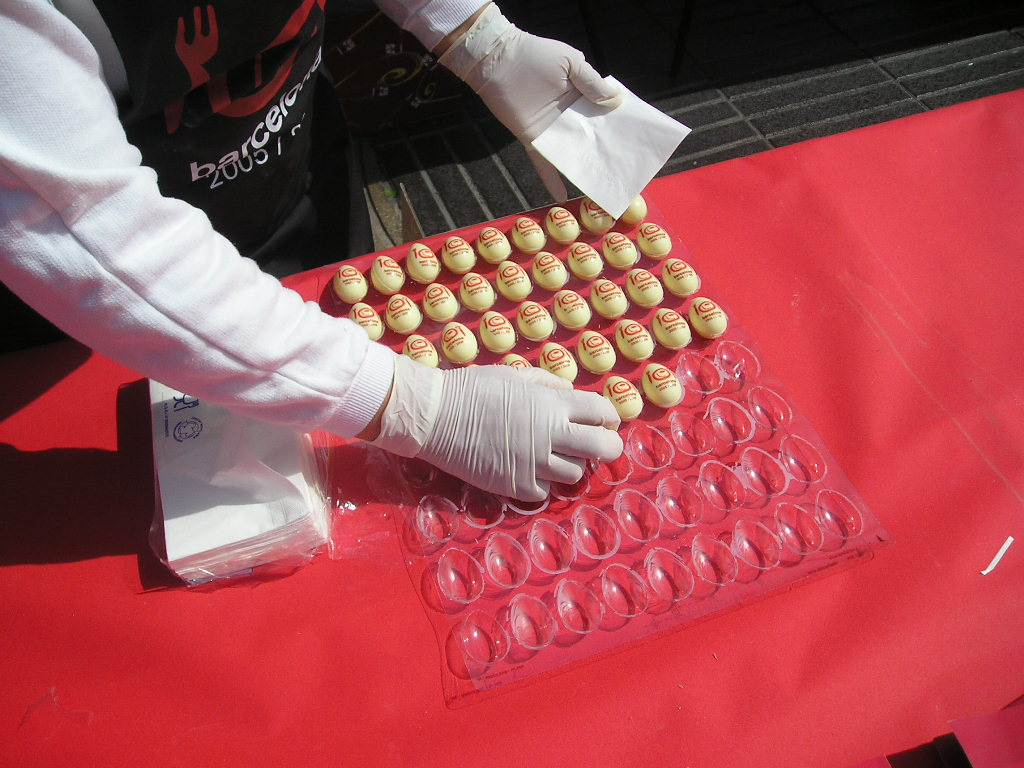
Empaquetant xocolata

La duresa i la textura de la xocolata depèn principalment de la proporció d'aquests compostos, com més mantega de cacau porti, més tou i suau serà la xocolata. Un cop barrejats els ingredients i amassada la xocolata, aquesta és refinada per tal d'obtenir una pols fina de xocolata que serà transportada a la conxadora on s'acaba de donar la barreja final.
La conxadora és un procés on la xocolata fosa es posa entre 50 i 80°C durant hores o dies. Durant el procés es barreja amb lecitina i mantega de cacau que donen una textura més fluida i s'obtenen els gustos i aromes finals eliminant compostos àcids o amargants.
Per acabar, es templa la barreja de xocolata, és a dir es baixa la temperatura fins a 32°C, també és el moment en què s'afegeixen altres productes com avellanes en el cas que sigui desitjat. Finalment, s'afegeix la barreja a uns motlles que es transporten a cambres frigorífiques que es troben entre -2 i -4°C.

### Desenvolupament del sabor
El sabor de la xocolata es genera a través de diversos passos de processament, sent el més important el postcollita fermentació i assecat de les llavors del cacau, el torrat del cacau cru i el procés de conxat de xocolata. S'han trobat al voltant de 600 compostos volàtils i parcialment olorosos al cacau i la xocolata, després de la fermentació, l'assecatge, el torrat i el conxat. Aquests volàtils del cacau interactuen i es milloren entre si per desenvolupar una experiència sensorial plaent i única.

#### Influència del conxatge

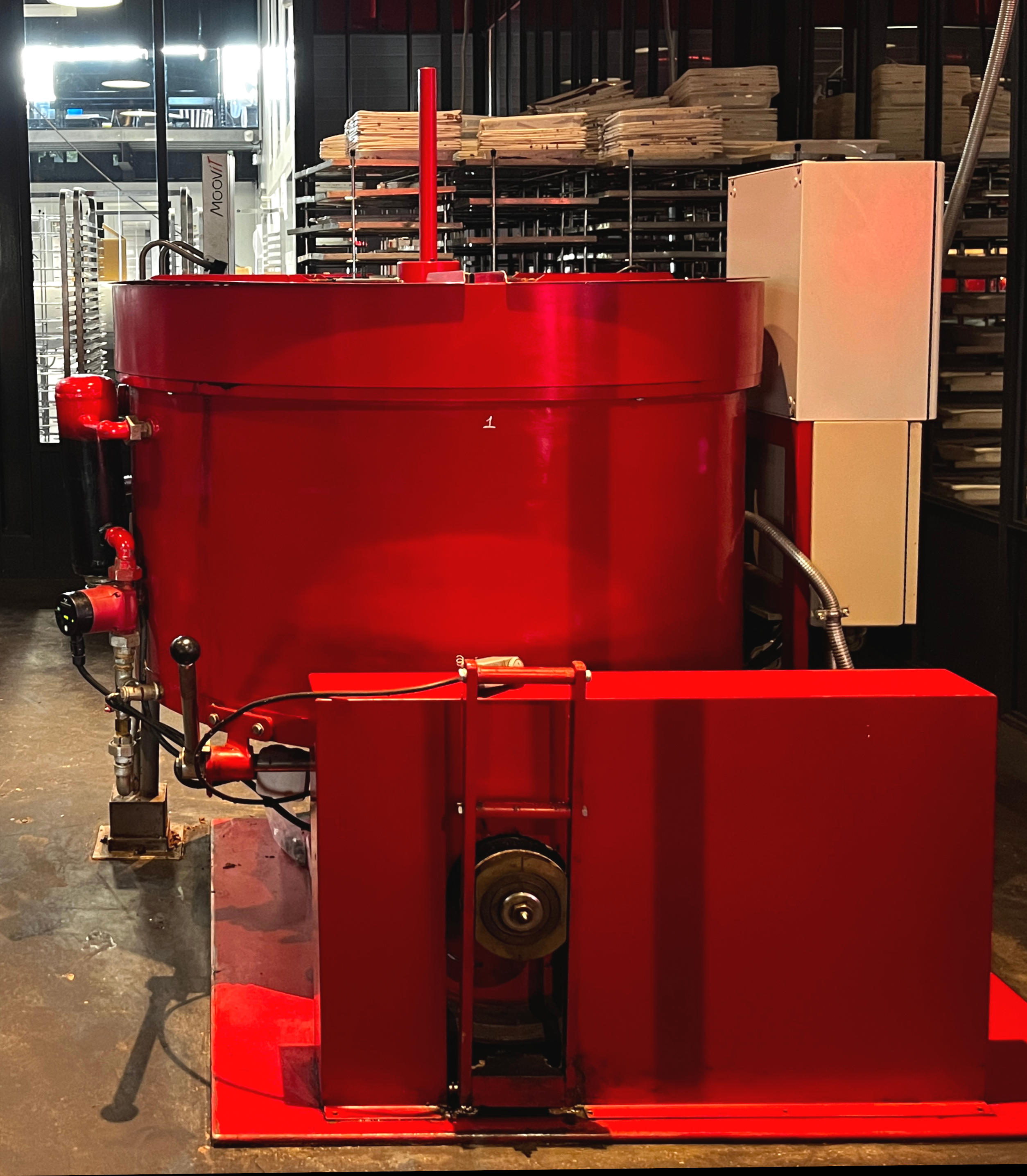
Màquina de conxat

El conxatge afecta una gran quantitat de propietats de la xocolata, entre les quals hi ha l'aroma. Aquest és un factor important a la xocolata en termes de percepció i actitud del consumidor. A la percepció de l'aroma participen els efectes de la fase oliosa sobre l'alliberament dels components aromàtics a la cavitat bucal. L'aroma altament complexa de la xocolata és el resultat de la presència i els nivells de components polars apolars com hidrocarburs, alcohols, cetones, aldehids, furanoses, àcids, èsters i pirazines.
El conxatge juga un paper important en el desenvolupament del sabor a causa de l'eliminació de compostos volàtils indesitjables i la humitat, i també a la regulació de la mida de les partícules. Aquest forma condicions per al desenvolupament de certs agents aromatitzants desitjables. La mantega de cacau té sabors de nou, amargues i àcides abans de torrar-se. Els sabors àcids es redueixen a causa de la disminució de la concentració d'àcids volàtils durant el torrat, però els àcids no volàtils com el làctic, succínic, tartàric, cítric i oxàlic no es veuen afectats per aquest procés, mentre que la concentració de pirazina total pot augmentar amb la prolongació del temps de torrat.
En general, les propietats reològiques de la xocolata i els seus productes es veuen afectades per dos factors principals; la formulació (concentració de greix, tipus de greix, concentració d'emulsionant) i el procés (refinació, conxatge i atemperament). La funció del conxatge està associada principalment amb la mida de les partícules i la seva distribució homogènia. Atès que el procés de conxatge provoca el recobriment de partícules sòlides amb fase greixosa, aquest pas de producció té un efecte sobre les propietats de flux.
Finalment, el conxatge juga un paper molt important amb la textura; en aquest cas la duresa és un paràmetre clau. Aquesta duresa està influenciada per la quantitat de greix, el tipus de sucre, la distribució de les partícules, i la temperatura del procés i del conxatge. L'estructura llisa de les unces i rajoles que dona aquesta textura és principalment conseqüència de l'eliminació d'agregats ide la reducció de la viscositat, i aquestes poden variar segons a la temperatura que es faci el procés.

## Propietats i beneficis nutricionals

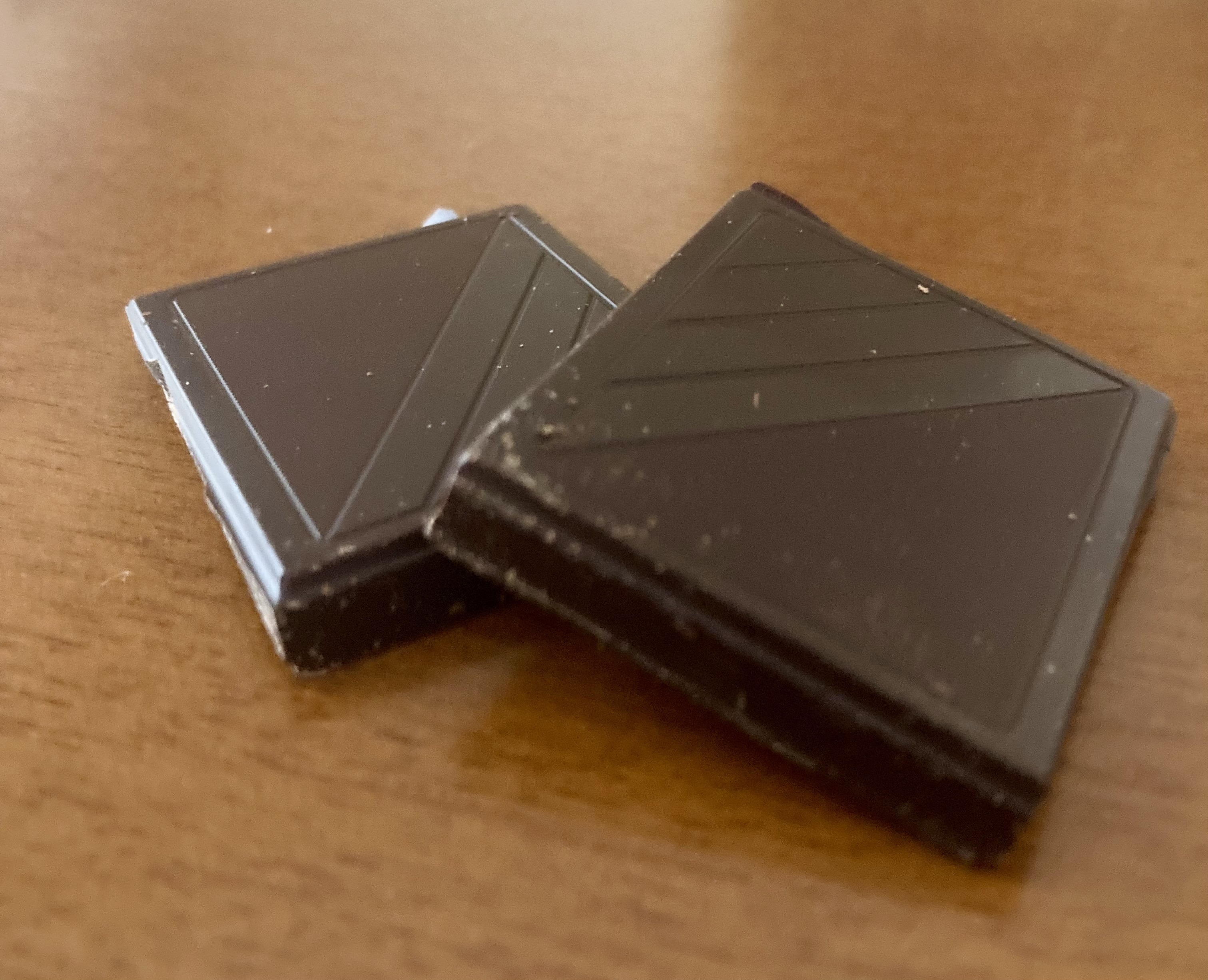
Rajola de xocolata

El cacau està principalment compost per hidrats de carboni que proporcionen la meitat de l'energia total, proteïnes que la seva importància destaca més a mesura que la xocolata conté més ingredients làctics augmentant el valor proteic i greixos que proporcionen l'altra meitat de l'energia. Així mateix, hi podem trobar la presència de vitamines i minerals. D'una banda, el midó és amb diferència el carbohidrat més present. D'altra banda, els sucres simples són els menys abundants.
A més d'una important quantitat de carbohidrats, el cacau conté una mitjana d'un 40 i un 50% de greixos, entre els quals hi ha la fibra, el magnesi, el potassi, el manganès, el zinc i les vitamines B. Per sobre d'això, la xocolata té diferents propietats mèdiques que provoquen que aquest aliment sigui beneficiós per a la salut.
- En primer lloc, la xocolata és molt calòrica i energètica, es podria dir que és perfecte per a persones que realitzen una gran quantitat d'activitat física. 100 g de xocolata ingerits aporten 500 calories al nostre organisme.[40][41]
- En segon lloc, la xocolata és rica en flavonoides i polifenols, és a dir, conté antioxidants que neutralitzen els efectes nocius dels radicals lliures. Gràcies a aquests antioxidants, es frena l'envelliment del nostre organisme i es redueix el risc de patir malalties degeneratives.[cal citació]
- Per seguir, el consum de xocolata redueix el risc de patir problemes cardíacs, inclosos les problemes cerebrovasculars, insuficiència cardíaca i infart de miocardi.[42]
- A més a més, diferents estudis realitzats al voltant del món com el d'Universitat de Califòrnia han demostrat que el consum moderat de xocolata acompanyat d'un estil de vida saludable redueix el pes corporal, tot i que la xocolata és molt calòrica. Això és degut al fet que la xocolata és ric en flavonoides, que influeixen de manera significativa en la producció de cortisol i la sensibilitat a l'hormona insulina, ambdós processos relacionats amb el control del pes i la diabetis.[43]
- Com que la xocolata conté àcid oleic, augmenta el colesterol incrementant el HDL i reduint el LDL. A més, inhibeix l'oxidació del colesterol LDL, prevenint la formació de placa ateroescleròtica.[44]
- Finalment, la xocolata té un efecte positiu en la malaltia de la diabetis. Aquest fet és degut al fet que els bacteris a l'intestí digereixen els components de la xocolata produint polímers, que podrien tenir efectes antiinflamatoris.[45]

### Desglossament nutricional i calòric
El contingut de proteïnes, carbohidrats i greixos varia segons el tipus de xocolata, igual que la quantitat de micronutrients presents, com a minerals i vitamines.
Per una banda, el greix és el principal component i més ric en energia de la xocolata: proporciona 9 kcal g-1 en comparació amb 5 kcal g-1 per a ambdós carbohidrats i proteïna. Normalment, constitueix al voltant del 30% en pes d'una recepta de xocolata. A més de proporcionar energia, els greixos també poden afectar el colesterol als nivells de sang de manera que pot augmentar el risc de malaltia cardíaca. Cal tenir en compte els tipus de colesterol, un nivell elevat de colesterol de lipoproteïnes de baixa densitat (LDL) i un nivell reduït de lipoproteïnes d'alta densitat (HDL) indica un risc més gran de malaltia coronària cardíaca, atac cardíac o accident cerebrovascular.
El greix de la xocolata és principalment per la mantega de cacau i el greix de la llet. La mantega de cacau aquesta composta per aproximadament un 34% d'àcid esteàric que té pocs efectes sobre els nivells de colesterol, al voltant del 34% és àcid oleic, que és neutre o redueix el colesterol en sang, i un 27% més és àcid palmític, un àcid gras saturat que té propietats moderades per augmentar el colesterol.
Quant als glúcids o carbohidrats, són importants perquè representen aproximadament la meitat del pes de xocolata normal. La major part és sacarosa, però també hi ha lactosa a la llet en pols, o pot afegir com a ingredient. De vegades hi ha petites quantitats de glucosa presents per reduir la dolçor, mentre que la fructosa s'utilitza en alguns països per fer les xocolates per a diabètics. Actualment, la fructosa s'utilitza en menor mesura a causa els seus possibles efectes negatius per a la salut. La quantitat i el tipus de carbohidrats és important especialment si el consumidor és diabètic, puix que influirà sobre l'índex glucèmic.

En darrer terme, les proteïnes són presents tant al cacau desgreixat com a les partícules de llet. La proteïna de la llet té un valor nutricional molt més gran que la proteïna del cacau, ja que té una proporció més gran d'àcids grassos essencials.

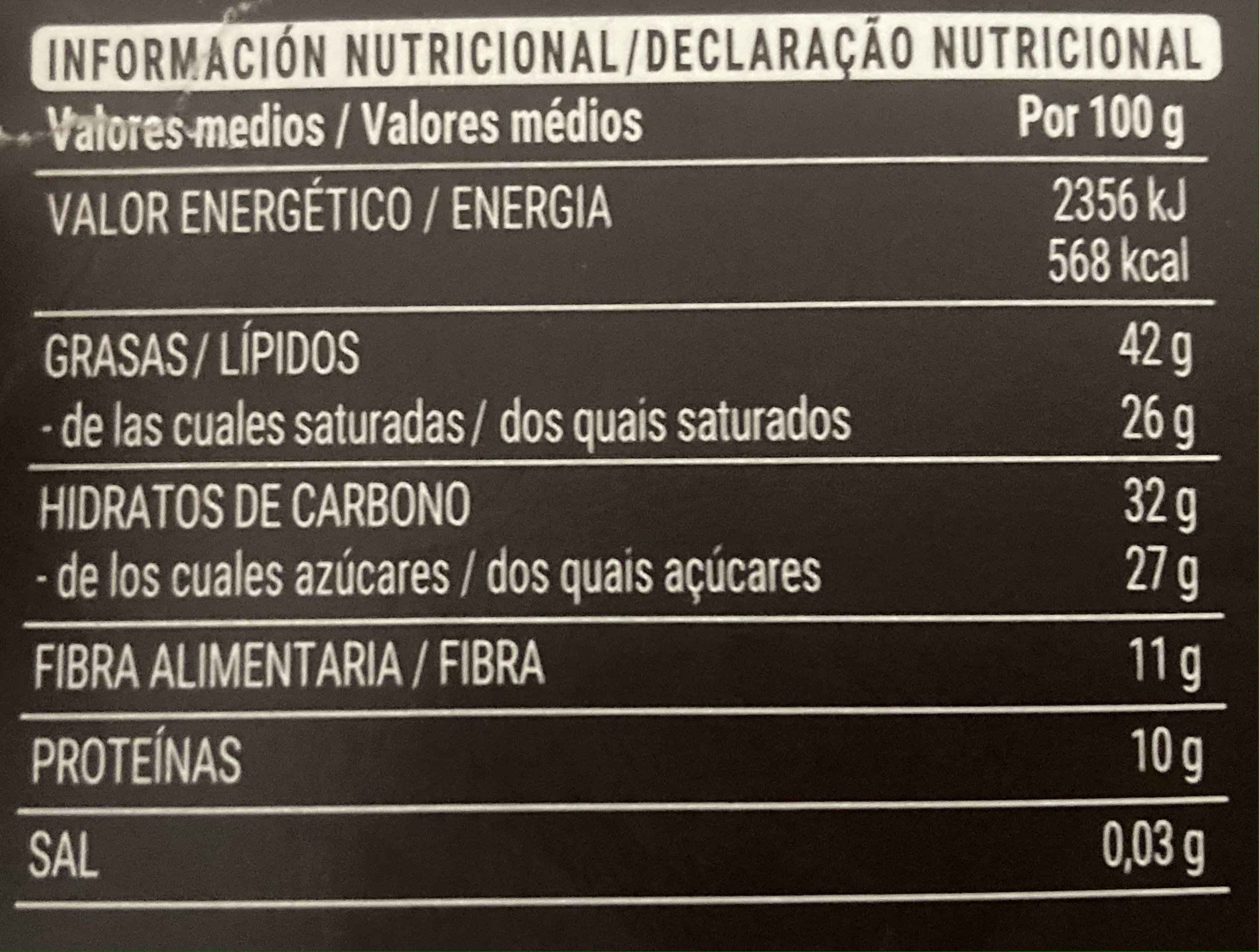
Informació nutricional de la xocolata negra 72%

En termes generals, l'energia aportada per diversos tipus de xocolata és la següent:
- Xocolata pura: 2080 kilojoules (kJ) o 495 quilocalories (kcal)/100 g
- Xocolata amb llet: 2160 kilojoules (kJ) o 515 quilocalories (kcal)/100 g
- Xocolata blanca: 2260 kilojoules (kJ) o 540 quilocalories (kcal)/100 g[50]

### Propietats químiques i físiques
Dos dels paràmetres més importants que defineixen les propietats de la xocolata són, la viscositat i la textura. En menjar xocolata, les dents mosseguen la xocolata sòlida. Això significa que la duresa de la xocolata sòlida és molt important. La temperatura de la boca, a uns 37°C està per sobre del punt de fusió del greix dins de la xocolata, per la qual cosa es fon ràpidament, especialment quan se sotmet a la intensa barreja i cisallament de les dents i la llengua. Una vegada que s'ha fos, hi ha dos factors importants un és la mida de partícula, si hi ha un nombre significatiu de partícules majors de 30 microns (0,03 mm) la xocolata sembla sorra a la llengua. A més, per a mides inferiors a 30 microns a es pot detectar una diferència de 2 a 3 microns en la mida màxima de partícula com a diferents nivells de suavitat. Xocolates amb un màxima mida de partícula d'aproximadament 20 microns són coneguts per tenir un aspecte i textura sedosa.
El segon factor és la viscositat, això no només afecta a la textura, sinó que també canvia el sabor. Això és perquè la boca conté tres diferents receptors de sabor a diferents llocs. El temps que triguen les partícules sòlides de la xocolata a arribar als receptors depèn de la viscositat. Això vol dir que dues xocolates elaborades amb ingredients idèntics, però processats per obtenir viscositats diferents, tindran un sabor molt diferent. La mida de la partícula afecta tant la viscositat com la textura, i una xocolata amb llet que ha estat mòlta a una mida màxima de partícula de 20 microns tenen un sabor i textura més cremosos que un de 30 micres.
Un ingredient que destaca a causa de la seva influència tant en el sabor com en la viscositat és la mantega de cacau. La mantega de cacau pura premsada té un sabor que passarà a formar part de la xocolata sencera. Per a alguns productes, en particular, el xocolata blanc, aquest sabor es considera desagradable.
La mantega de cacau té efecte sobre la viscositat si s'afegeix a xocolata a 40 °C, aquesta ralenteix la velocitat de forjat i suavitza la xocolata final. La causa principal d'això són els components que la formen. Conté tres principals triglicèrids amb àcid oleic, un àcid gras monoinsaturat : POP (20%), POSt (40%) i StOSt (25%) (P = àcid palmític (saturat); O = àcid oleic (monoinsaturat); S = àcid esteàric (saturat)) i quantitats més petites d'altres que conté àcids linolènic i araquidònic.
Un dels processos en què hi ha més canvi físic és el procés de conxat. A l'inici del conxat, els sabors de la xocolata estan només a les partícules de cacau i a la mantega de cacau, i el sucre molt només té sabors dolços. Durant el conxat, el sabor i el greix del cacau es transfereixen parcialment al sucre superfície, aquest recobriment dona com a resultat un gust de cacau més uniforme i menys dolçor que la que es troba amb el sucre refinat acabat d'enrotllar, eliminant així els sabors àcids i obtenint una xocolata més refinada.

## Conseqüències adverses en la salut

### En humans

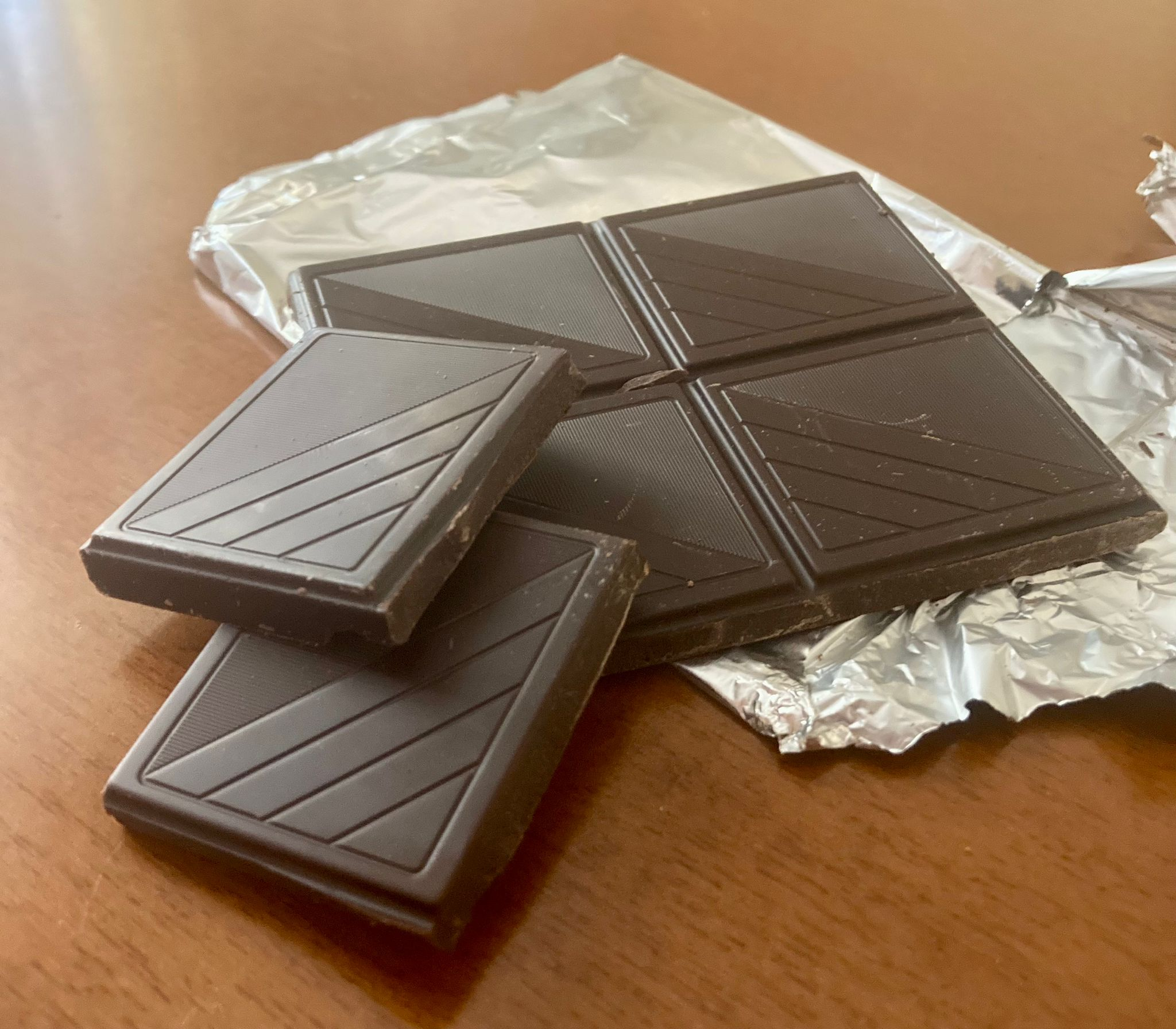
Rajola de xocolata

Com s'ha pogut observar a l'apartat de propietats nutricionals, la xocolata pot ser molt beneficiós des de la reducció de les possibilitats de tenir malalties degeneratives, pes corporal i problemes cardíacs, fins a l'augment de HDL i disminució de LDL. No obstant, l'excés d'aquest aliment pot comportar futurs perjudicis ja sigui amb sucre present o sense.
La xocolata negra, tot i ser considerada un aliment saludable pel seu alt contingut en antioxidants, el seu excés pot provocar migranyes.Això és degut al fet que diferents substàncies del cacau poden generar mals de cap gràcies a la fenilalanina, la tiramina i la cafeïna. Aquests efectes poden ser més perjudicials per a persones amb migranyes freqüents.
El cacau també té una alta quantitat de tanins i teobromina. L'excés d'aquests components poden causar problemes digestius, entre els quals hi ha el restrenyiment o la diarrea.
Encara que s'ha de fer èmfasi a la xocolata amb alts nivells de sucre i baixos de cacau, és a dir, l'ultraprocessat. Ja que aquesta xocolata és la que conté una gran quantitat de greixos saturats i sucres. La gran quantitat d'ingesta d'aquestes propietats nutricionals produeixen acne i càries.
Finalment, hi ha la possibilitat que algunes pólvores de cacau, barres de xocolata i llavors de cacau tinguin alts nivells de cadmi i plom.Aquests ingredients són tòxics per als ronyons, els ossos i altres teixits corporals, per la qual cosa no és recomanable menjar aquest tipus de xocolata de manera habitual.

### En espècies animals domèstiques
La xocolata és perillosa per a les mascotes. Pot ser fatal, especialment per als gossos, gats, rates, lloros o cavalls. La causa és el seu contingut en teobromina, una substància química semblant a la cafeïna, que estimula el sistema nerviós i que el seu metabolisme no assimila ni elimina.
Així, una quantitat significativa (150 gr) és una dosi potencialment letal per a un gos petit, ja que la teobromina es manté durant vint hores en el seu torrent sanguini, i pot causar convulsions epilèptiques, infart de miocardi, hemorràgies internes i, finalment, la mort. En cas d'ingestió, s'ha d'administrar un vomitiu durant les dues hores següents (llevat de les rates) o portar-lo al veterinari. En resum, s'ha d'intentar utilitzar un tractament per limitar l'absorció de la teobromina.

## Tipus de xocolata

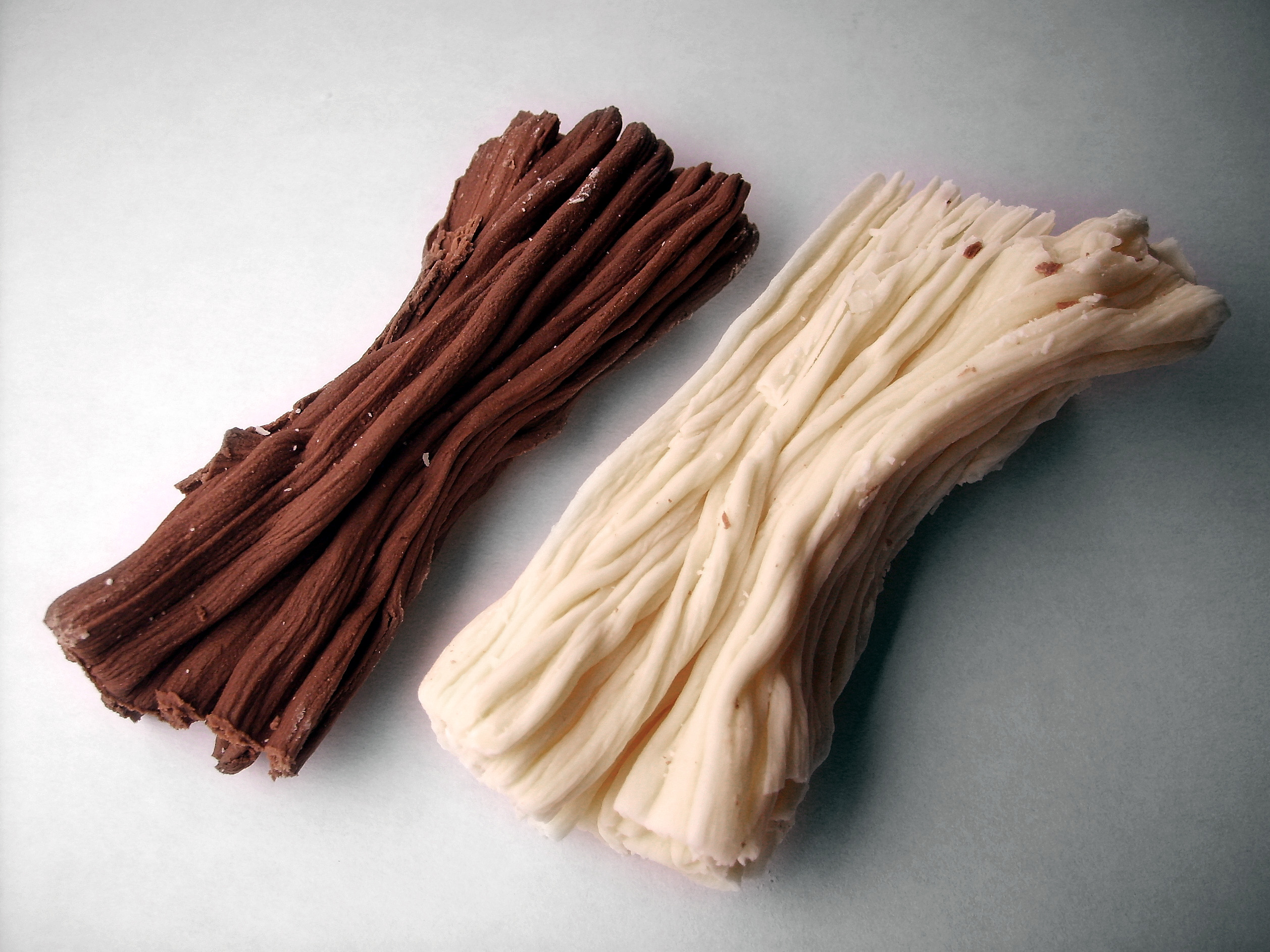
Tipus de xocolata, blanca i negra

L'elaboració de la xocolata passa per la seva última fase amb l'acurada barreja de la pasta i la mantega de cacau amb sucre, refinant la composició resultant mitjançant trituradores, refinats que produeixen una pasta molt prima. A continuació, s'efectua l'operació més important, el petxinat, que li donarà a la xocolata tota la finor i la seva untuositat.
El petxinat és un pastat suplementari en arteses que, originàriament, tenien forma de petxina. La pasta és batuda i estirada a l'artesa per uns corrons, amb un lent moviment de vaivé, durant un període i a unes temperatures que varien segons el producte que es vulgui obtenir (en tot cas, unes hores i, sovint, uns dies). Totes aquestes operacions es realitzen a una temperatura superior al punt de fusió de la mantega de cacau que, per tant, es manté líquida.
El darrer pas és el temperament, que consisteix a fondre completament la xocolata a 50 °C per tal que es trenquin les estructures cristal·lines de la mantega de cacau; després es refreda a 30 °C per tornar-li l'estructura i, finalment, s'augmenta lleument la temperatura per tal que els cristalls s'agrupin de nou en petites cadenes.
Els diferents tipus de xocolata s'elaboren modificant les proporcions entre els seus components i afegint altres productes a la composició bàsica de pasta, mantega i sucre. La seva presentació pot ser en forma de pastilla o pols.

### Varietats

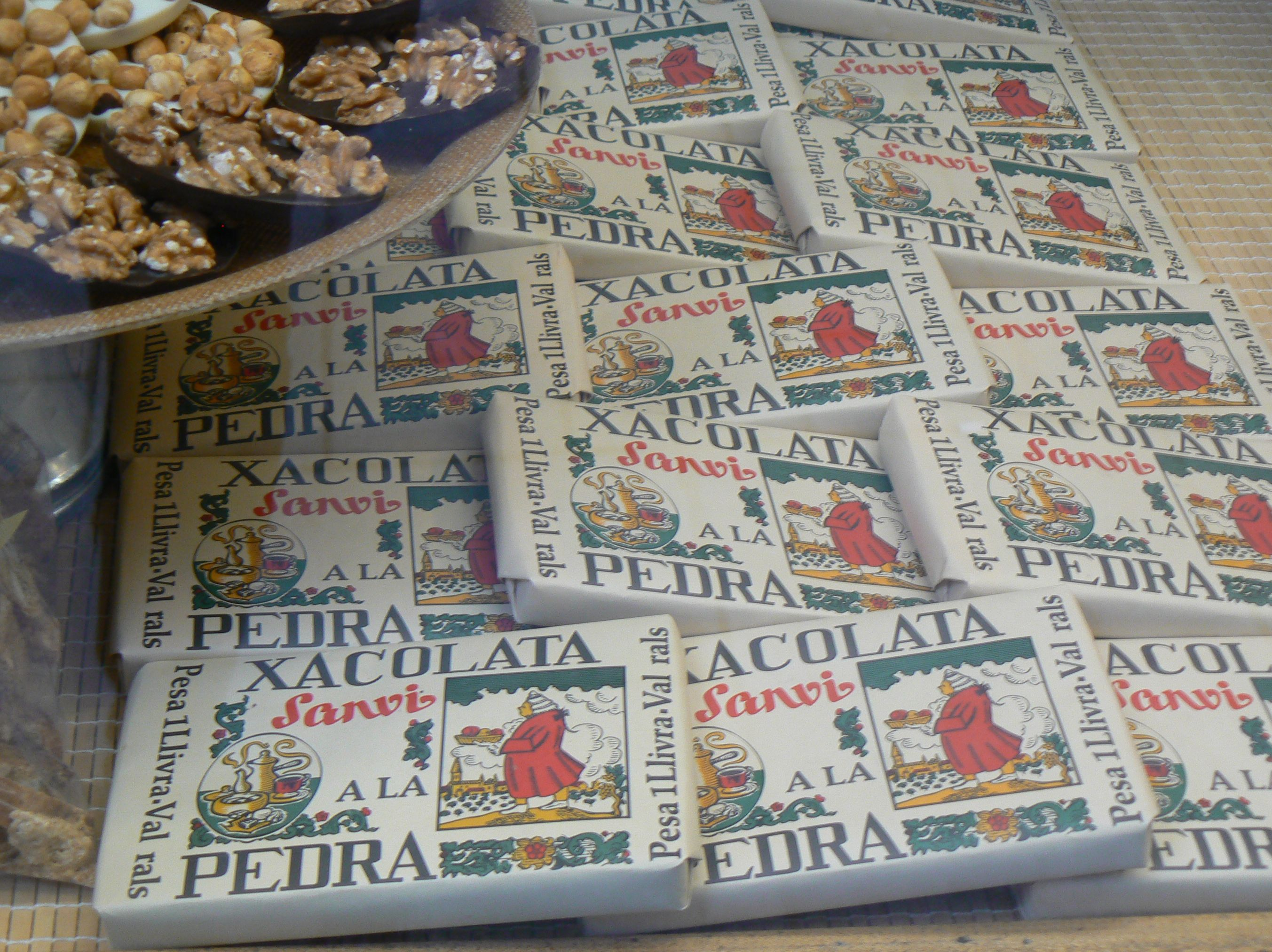
La xocolata a la pedra s'usa per a fer xocolata desfeta

Fondant: Aquesta és la xocolata més cara. Amb l'intens i persistent aroma del cacau i amb un aspecte lluminós i lluent, es fon a la teva boca deixant un agradable regust amarg. El percentatge de cacau és un dels principals característiques que en determinen la qualitat. El millor alguns contenen almenys un 70% de cacau.
Gianduja: De color marró, és la barreja d'avellanes, cacau i sucre. De vegades s'hi afegeix llet, ametlles o nous. Gianduja es va fabricar per primera vegada a Torí a mitjans del segle xix.
Lletós: Conté del 20-25% de cacau a més de mantega de cacau, sucre, llet en pols i lecitina. Té primer olor de vainilla i ha de prevaldre la llet i finalment el cacau.
Xocolata blanca: La xocolata blanca es compon de sucre, mantega de cacau i sòlids lactis. La primera xocolata blanca es va elaborar el 1930. Estava elaborat a partir de sucre, llet en pols i mantega de cacau. Les qualitats de conservació dels antioxidants del cacau es troben principalment al material del cacau fosc. Aquest significa que la xocolata blanca no es conserva tan bé com la xocolata amb llet, i també que cal conservar en un embolcall no transparent, ja que la llum accelerarà la descomposició del greix de la llet.De fet, la xocolata blanca cal que inclogui llet sencera en pols i mantega de cacau en la seva composició en cas contrari no es podria anomenar “xocolata blanca” (Consell Europeu, 2000).
Xocolata amb llet: La xocolata amb llet es compon de sucre, mantega de cacau, sòlids lactis i licor de cacau. Aquest es prepara barrejant i molint el licor de xocolata amb un o més dels ingredients lactis opcionals i un o més edulcorants de carbohidrats nutritius opcionals. La xocolata amb llet conté no menys del 10% de licor de xocolata i més del 3,39% de greix lacti i més del 12% del total de sòlids lactis, sense incloure cap edulcorant afegit o un altre ingredient derivat de lactis que s'afegeix més enllà d'aquesta quantitat que és normalment present a l'ingredient lacti especificat.

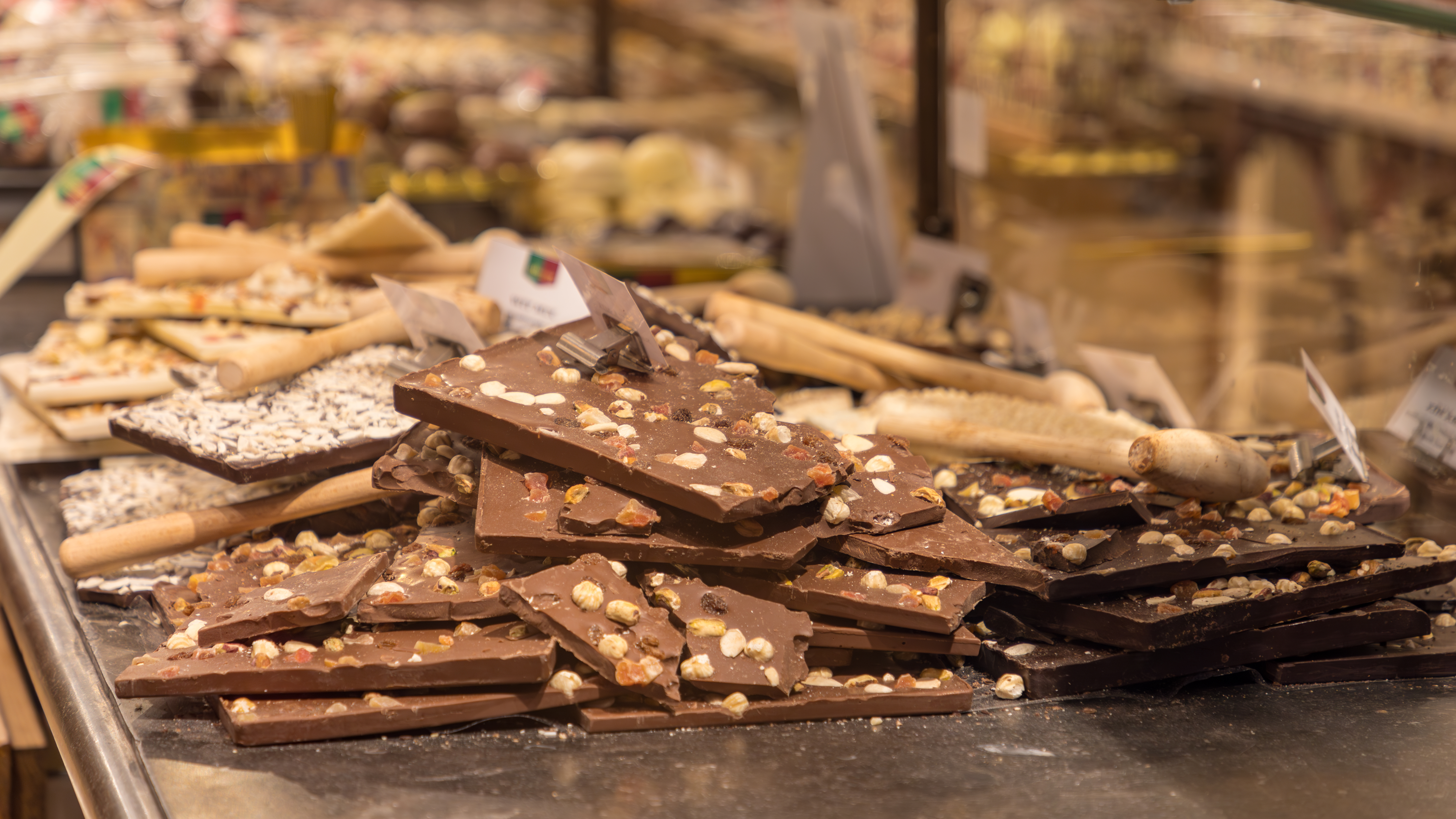
Xocolata amb fruits secs

Xocolata negra: Aquest es compon principalment de licor de cacau, sucre i mantega de cacau. Conté al voltant d'un 35% total de sòlids secs de cacau, incloent-hi no menys del 18% de mantega de cacau i més o menys un 14% de sòlids secs de cacau sense greix. Durant el processament de la xocolata negra, els ingredients es barregen, és pre-refinan, es refinen, es treuen i es temperen per tal d'obtenir les propietats reològiques desitjades per a una textura final definida del producte.
Xocolata Ruby: La xocolata ruby, també coneguda com a xocolata rosa té un 47,3% licor de cacau. Els ingredients són principalment sucre, mantega de cacau, llet desnatada en pols, llet sencera en pols, massa de cacau, lecitina de soja, àcid cítric i extracte natural de vainilla. Té un contingut de sucre 50%, greix 36% sobretot per la mantega de cacau, proteïnes 9,3% i sal 0,26%. Xocolata ruby caracteritzada pel sabor a fruits vermells frescos i el color vermellós. Va ser introduït el 2017 com el quart tipus de xocolata pel fabricant de xocolata belga Callebaut, després de la xocolata blanca, negra i amb llet.
Xocolata de fruits secs: Normalment, els fruits secs solen ser afegits a la xocolata amb llet. Els fruits secs són rics en sucres com la fructosa i la glucosa. Aquests proporcionen una font constant d'energia, tenen una major densitat de nutrients, fibra, major vida útil i un contingut de fenol antioxidant. Són molt beneficiosos, la seva addicció pot reduir el risc de malalties cròniques com ara el càncer i les malalties cardíaques. Els fruits secs són una excel·lent font de minerals, vitamines i enzims.

## Derivats alimentaris
La xocolata o el cacau en pols no només és utilitzat en el món de la rebosteria. També hi ha altres gammes d'aliments que la fan servir com les galetes, pastissos, gelats, bombons, begudes calentes o cerveses especials. Fins i tot, el consum de xocolata majoritàriament per dolços que porten xocolata o estan recoberts d'aquest, en el Regne Unit la xocolata en rajola representa un 20% dels productes venuts que conté xocolata.
Per tant, la xocolata forma part de la indústria alimentària. Tot i així, durant 150 anys aquest aliment s'ha associat als productes de confiteria amb fins comercials, administratius i legals. És a dir, la xocolata s'ha conegut com a producte d'una indústria. A la xocolata predominen els productes de marca i tots tres les empreses multinacionals més grans tenen entre elles més del 80% del mercat. A més hi ha fabricants especialitzats que també subministren productes de marca, encara que en quantitats menors que els produïts en massa ofertes dels principals fabricants. Distribuïdor de productes de xocolata de marca pròpia ocupen menys del 7% del mercat. La fortalesa de les principals marques de productes de confiteria de xocolata queda ben il·lustrada amb una comparació amb les galetes de xocolata on les marques pròpies del detallista ocupen el 31% del mercat.
El principal repte per la indústria, pel que fa al consum, és reduir la diferència entre els països desenvolupats i en desenvolupament. També hi ha processos d'innovació per intentar subministrar quantitats apreciables d'energia ràpidament disponible en la xocolata, també intentant obrint-se a nous productes més coneguts com les patates de bossa, entrepans, begudes no alcohòliques, fruits secs,etc. Majoritàriament, el que busquen és innovar en productes més coneguts com "per picar" a partir de l'avantatge que la xocolata és un producte fàcil de transportar, molt gustós i poc dens. També el mercat de la xocolata, lluita per aconseguir seguir les tendències de reduir el greix, sodi, sucres i productes lliures de gustos, etc.

## En la cultura
La xocolata és un dels dolços que més es regalen, per això forma part de diverses festes i tradicions, com els bombons de Sant Valentí en la cultura anglosaxona, la mona de Pasqua catalana, els ous de Pasqua del nord d'Europa, els complements que es posen a l'arbre de Nadal en alguns països (d'on deriva el calendari d'Advent) o els berenars populars de la Festa Major. Jugava un paper molt rellevant en la cultura maia i asteca, en què era una beguda cerimonial i, per tant, aglutinadora de la vida social en diversos moments assenyalats.
Algunes de les obres de ficció que se centren en la xocolata des del mateix títol són el llibre de literatura infantil Charlie i la fàbrica de xocolata (amb seqüela i adaptació al cinema), la novel·la Como agua para chocolate de Laura Esquivel o Chocolat (pel·lícula de 2000).
Entre els navegants en patí de vela català, “fer la xocolatera” o “bolcar de xocolatera” significa 'bolcar quilles al sol' amb el pal sota l'aigua i el patí sotsobrat.